# 30 septembre dans les chemins de fer
30 août 30 octobre
Chronologies thématiques
- Croisades
- Sports
- Disney

Cette page concerne les événements qui se sont déroulés un 30 septembre dans les chemins de fer.

## Événements

### XIXesiècle
- 1878. Tunisie : ouverture de la section Tébourba-Medjez el-Bab du chemin de fer de Tunis à Ghardimaou et à la frontière. (Compagnie des chemins de fer Bône-Guelma)

### XXesiècle
- 1913. France : ouverture de la section Beaugrenelle - Porte d'Auteuil de la ligne 8 du métro de Paris (aujourd'hui ligne 10).
- 1927. France : fermeture à tout trafic régulier la ligne de Berck-Plage à Paris-Plage.
- 1965. Italie : inauguration de la ligne de Bari à Barletta.
- 1973. Italie : mise en service du TEE Cycnus entre Milan et Vintimille.
- 1990. France : mise en service de la branche sud-ouest de la LGV Atlantique par la SNCF[1].